# Église Saint-Sulpice de Barberey-Saint-Sulpice
Pour les articles homonymes, voir Église Saint-Sulpice et Saint-Sulpice.
L'église Saint-Sulpice est une église située à Barberey-Saint-Sulpice, en France.

## Description

### Mobilier

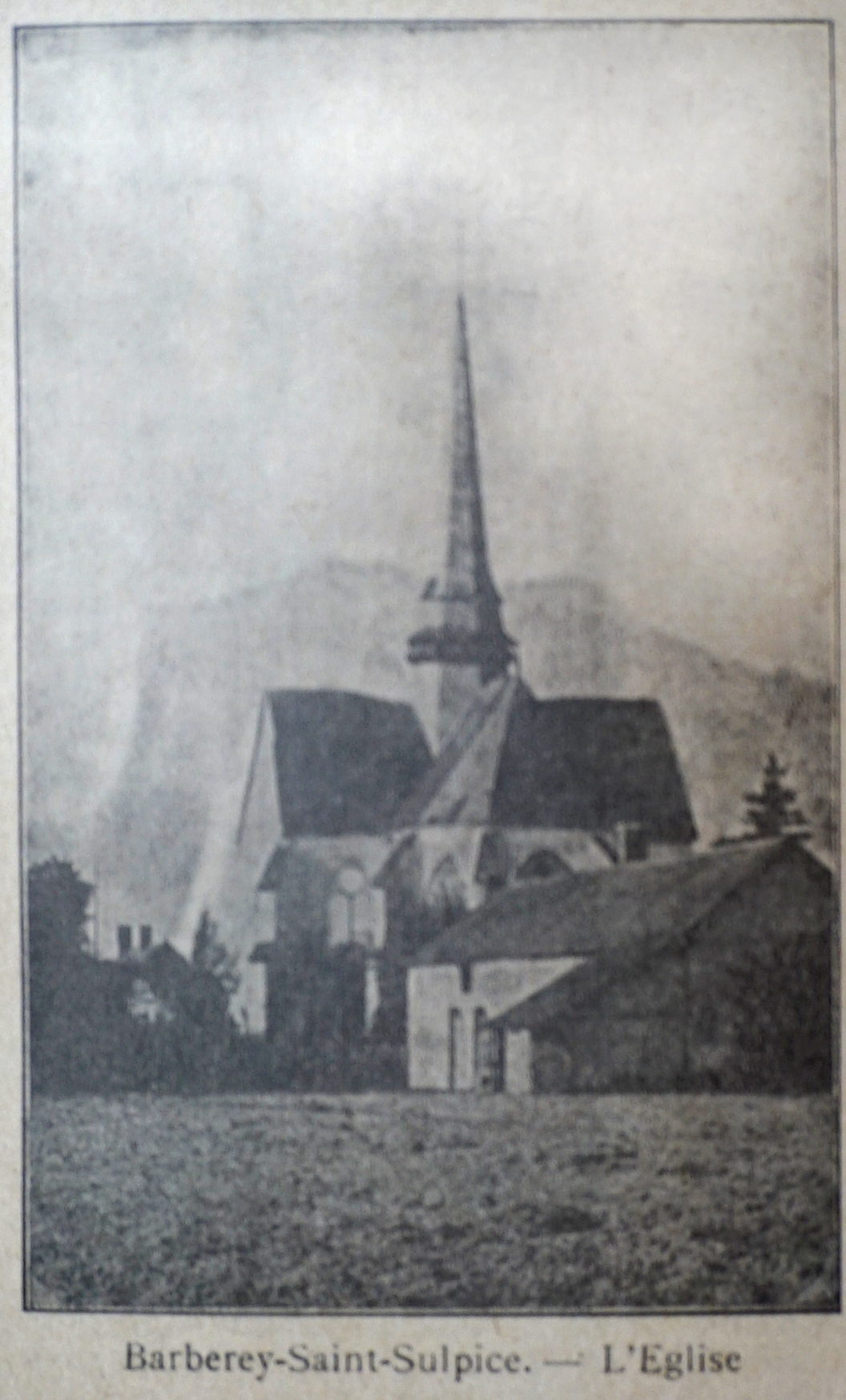
L'église vers 1902.

Elle possède quelques objets du XVIe siècle come :
- Une tribune d'orgue[2] en chêne ayant des médaillons ornés de têtes de personnages et de putti, quatre pilastres cannelés portent des têtes d'anges et des masques ;
- En ensemble de peintures monumentales[3] ;
- En ensemble de carreaux[4] représentant par exemple le blason de Champagne ;
- Des verrières représentant le Christ en croix, le Baptême du Christ, la Présentation de la Vierge au Temple, la Visitation, l'Assomption, Dieu le Père, le Baptême de Clovis, Pentecôte, Massacre des Innocents [5] et
- Une statue de la Vierge à l'enfant de l'école champenoise[6] en calcaire ayant des traces de peinture.

## Localisation
L'église est située sur la commune de Barberey-Saint-Sulpice, dans le département français de l'Aube.

## Historique
La cure, à la collation de l'évêque, était au Grand doyenné de Troyes, le chapitre de Saint-Pierre. Elle est connue dès 1169. Cette église date des XIIe et XVIe siècles. Le XIIe pour la nef, en bois et en berceau. Elle est sur un plan en croix latine, avec une abside à cinq pans en pierre et voûtée.
L'édifice est inscrit au titre des monuments historiques en 1925.